# 多布雷尼鄉
47°0′N 26°24′E / 47.000°N 26.400°E
多布雷尼鄉（羅馬尼亞語：Comuna Dobreni, Neamț），是羅馬尼亞的鄉份，位於該國東北部，由尼亞姆茨縣負責管轄，面積23平方公里，海拔高度405米，2007年人口1,768，人口密度每平方公里75人。